# Stratton Inlet
Das Stratton Inlet ist eine durch das Larsen-Schelfeis vereiste und 19 km breite Bucht an der Oskar-II.-Küste des Grahamlands auf der Antarktischen Halbinsel. Sie liegt östlich des Veier Head auf der Südseite der Jason-Halbinsel. 
Der Falkland Islands Dependencies Survey nahm 1953 Vermessungen und 1956 die Benennung vor. Namensgeber ist der britische Geodät David George Stratton (1927–1972), der von Mai bis Juni 1953 die erste detaillierte Vermessung der Jason-Halbinsel vorgenommen hatte.